# Derinsu, Derik
Derinsu là một xã thuộc huyện Derik, tỉnh Mardin, Thổ Nhĩ Kỳ. Dân số thời điểm năm 2010 là 1.270 người.